# Fuga di mezzanotte (film 1995)
Fuga di mezzanotte (distribuito anche come Fuga all'alba) è un film per adulti del 1995 diretto da Joe D'Amato, rielaborazione in chiave pornografica dell'omonimo film drammatico diretto nel 1978 da Alan Parker. Una sua versione erotica, priva delle scene più spinte, è stata distribuita nello stesso anno con il titolo di Trappola perversa. In quest'ultima edizione è stata incluso nella collana home video Il grande cinema - Erotismo d'autore pubblicata da Il Borghese.

## Trama
Fermata all'aeroporto di Istanbul e condotta in carcere per possesso di droga mentre si sta imbarcando per rientrare in America, Sarah Guillmore, piacente ragazza statunitense, si trova al centro di un terribile e perverso gioco che la vede strumento di piacere nelle mani di due carcerieri senza scrupoli: il potente colonnello Tamurk e la viziosa direttrice del carcere Alina. A nulla serve l'intervento di Margaret Smith, funzionaria dell'Ambasciata americana ma, per sua fortuna, Sarah trova un aiuto insperato in un altro prigioniero, l'affascinante francese Roy. Il piano per evadere è di difficile attuazione, ma l'attrazione nata tra i due è lo stimolo adatto perché tutto vada nel modo migliore.